# Il Vangelo secondo Biff, amico di infanzia di Gesù
(Biff)
Il Vangelo secondo Biff, amico di infanzia di Gesù è il sesto romanzo dello scrittore Christopher Moore, pubblicato per la prima volta nel 2002 (nel 2008 in Italia dalla casa editrice Elliot). In questo racconto, l'autore ci narra in chiave ironica la vita di Gesù di Nazaret nel periodo che va dalla sua infanzia fino intorno ai trent'anni; il tutto raccontato dal punto di vista di Biff, il migliore amico di Gesù.

## Edizioni
- Christopher Moore, Il Vangelo secondo Biff, amico di infanzia di Gesù, traduzione di Chiara Brovelli, Elliot, 2008,  p. 580, ISBN 978-88-6192-050-7.